# Saint-Pierre-Roche
 Saint-Pierre-Roche  là một xã ở tỉnh Puy-de-Dôme trong vùng Auvergne-Rhône-Alpes, Pháp. Xã này có diện tích 17,02 kilômét vuông, dân số năm 2006 là 393 người. Khu vực này có độ cao trung bình 830 mét trên mực nước biển.